# Nexhat Agolli
Nexhat Agolli, född 1914 i Debar i Kungadömet Serbien, död 1949, var en jugoslavisk jurist och politiker.
Nexhat Agolli studerade i bland annat Tirana och Rom och i den sistnämnda staden verkade han som assisterande professor i juridik vid universitetet La Sapienza.
1942 anslöt Agolli sig till den nationella befrielserörelsen i Albanien. 1944 tjänstgjorde han som ställföreträdande ordförande för den Antifascistiska församlingen för Makedoniens nationella befrielse och efter andra världskriget var han minister för socialt arbete i Makedonien. Han var motståndare till Josip Broz Tito under den politiska schismen mellan Jugoslavien och Sovjetunionen och greps därför i april 1949 och avrättades två veckor senare.